# Östergötlands runinskrifter 184
Runinskrift Ög 184 är en av två runstenar som står utanför Sjögestads kyrka i Sjögestads socken och Linköpings kommun i Östergötland. 
Den andra runstenen är Ög ATA4905/48 och båda är daterade till 1000-talet efter Kristi födelse.

## Stenen
Stenen Ög 184 vars ursprungliga plats är okänd, restes 1937 utanför kyrkogårdsmuren och står nu till höger om ingången till Sjögestads kyrkogård. Ornamentiken består av en enkel runorm sedd i fågelperspektiv, som inramar ett destomer kontstnärligt flätverk i form av ett kristet ringkors med korsade armar. Den från runor translittererade och översatta inskriften lyder enligt nedan:

## Inskriften
Runsvenska: × saþur + risti + ifti + þura + buþur + sin + uar + tauþr +
Normaliserad: Sæþorr ræisti æftiR Þora, broður sinn, vaR dauðr.
Nusvenska: Sätor reste [stenen] efter Tore, sin broder, [som] vart död.